# Paschase de Vienne
Paschase de Vienne est un évêque de Vienne du début du Ve siècle. Il est considéré comme saint de l'Église catholique romaine.

## Biographie
Paschase (Paschasius) est mentionné dans le Catalogue des évêques de Vienne produit par l'évêque Adon de Vienne (799-875), dans sa Chronique,,.
Adon indique qu'il serait le onzième évêque de Vienne et le situe vers la fin du IIIe siècle,, :

« Floruit et tunc temporis uir dissertissimus Paschasius, Viennensis Ecclesiae episcopus

C'est à cette époque que brilla Paschasius, orateur très habile, évêque de l'Église de Vienne. »

— Adon, Chronique, VI, col. 91B.
Selon cette mention, Adon place l'évêque Simplides sous les règnes des empereurs Dioclétien (novembre 284-mai 305) et Constantin Ier.
Paschase aurait été destinataire d'une bulle papale, vers 322, de Sylvestre (ca 314‑335), qui lui octroyait la suprématie sur sept province. Chevalier considère ce document comme douteux. Placé après l'évêque Simplice de Vienne, la chronologie voudrait qu'il soit évêque au cours du Ve siècle.
Selon la tradition, Paschase serait à l'origine de la « première translation des saints Félicien, Exupère et Séverin »,.
Il aurait enseigné à Just, futur évêque de Lyon, Adon dit « Constat autem hunc uenerabilem episcopum Iustum sub Paschasio Viennensi episcopo nutritum » (« Il est établi que ce vénérable évêque Just fut formé sous l’évêque de Vienne, Paschasius »),

## Culte
Paschase est reconnu comme saint par l'Église catholique romaine et il est commémoré selon le Martyrologe d'Adon, le 22 février,.